# Operace Blue Jay
Operace Blue Jay (anglicky: Operation Blue Jay) byla operace armády Spojených států probíhající v letech 1951 až 1953. Jejím hlavním cílem bylo postavení letecké základny Thule (Thule Air Base) na severozápadě Grónska za účelem zajištění zázemí pro bombardéry s dlouhým doletem na území severního polárního kruhu.

## Průběh operace
6. června 1951 vyplula expediční výprava (120 lodí a přes 12 000 mužů) z USA a 9. července dorazila na místo určení. Jako první byla postavena letadlová ranvej, později palivové nádrže a kasárna. V roce 1952 byla základna v rámci operace Blue Jay zvětšena, aby vyhovovala novým letadlům Convair B-36.